# 西班牙国铁103型电力动车组
西班牙国家铁路103型电力动车组（西班牙語：Serie 103 de Renfe）是第一款基于Velaro平台、由西门子自主开发的高速电力动车组型号，因此它在制造商内部又被称作Velaro E（E代表西班牙）。作为启动用户，西班牙国家铁路共订购26列8节编组的列车，并定型为103型。它们根据自身的运用范围及意愿，将源自ICE-3列车的技术及内饰作出了进一步调整。其最高运行速度为350公里/小时，并划分为三舱等级。自2007年以来，列车已在西班牙不同的准轨线路中投入定期运营。

## 历史

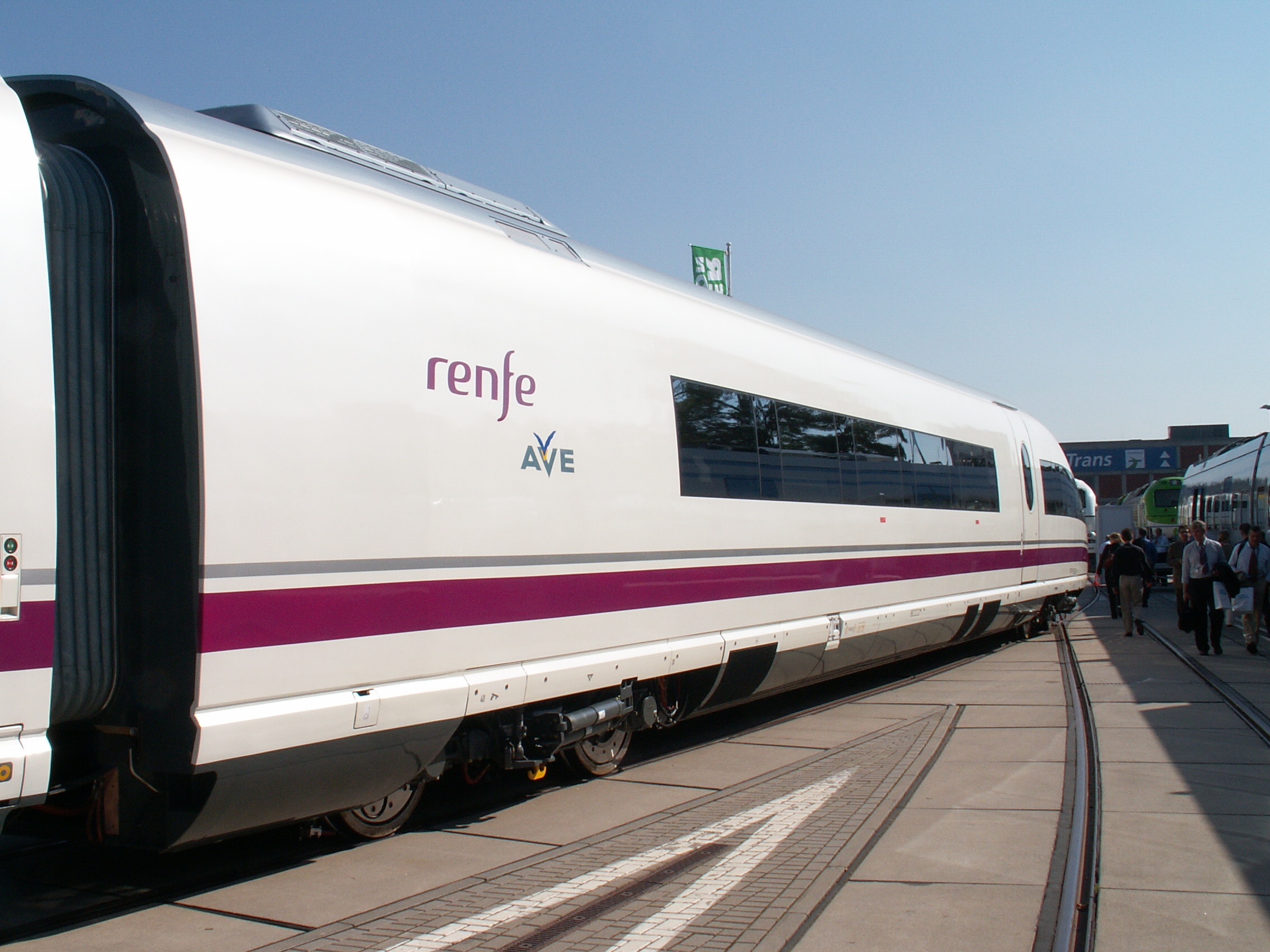
一节端部车厢的后视角

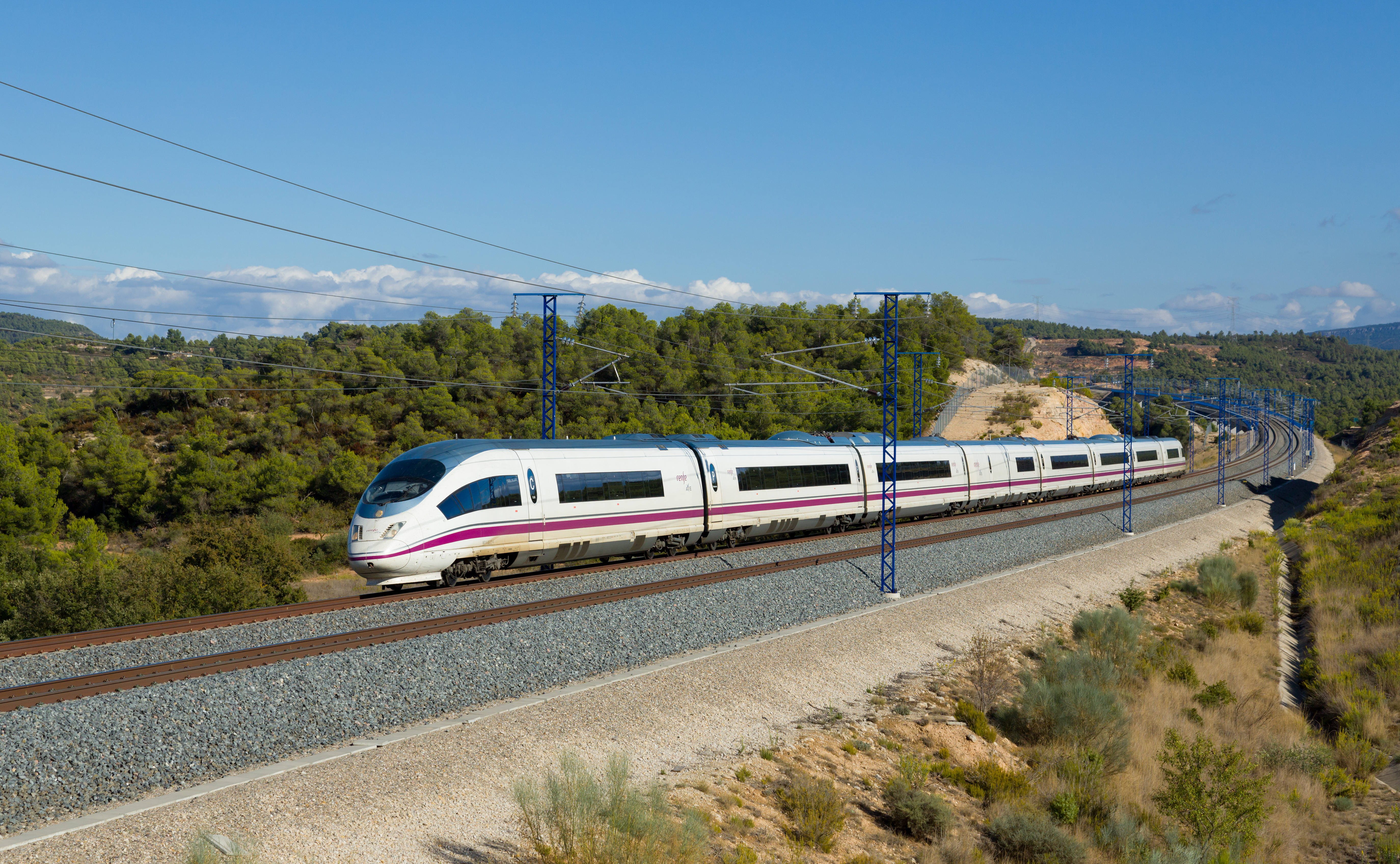
运行于馬德里－巴塞隆拿高速鐵路的AVE394次列车

1999年初，为了满足即将于2004年开通的馬德里－巴塞隆拿高速鐵路的运营需求，西班牙国家铁路开始了一项名为RENFE 32的高速列车招标工作。西门子以其Velaro列车参与了竞标。另外的三个竞标者则包括提供Talgo 350列车的塔尔高/Adtranz、提供ETR 500列车的安薩爾多百瑞達（現今的日立軌道義大利）以及提供TGV列车的阿尔斯通/CAF。其中阿尔斯通和CAF所组成的联盟在此提供的是西班牙国铁100型电力动车组的现代化变体、以及TGV Duplex和AGV等多款版本。庞巴迪同样也递交了申请，但在西班牙国家铁路看来，它无法提供合适的产品，并缺乏足够的高速列车生产经验。列车的大部分部件应该在西班牙生产。同时制造商应该负责维护保养工作。
2000年中期，四个通过资格预审的竞标者被要求在3个月内提交报价。列车的采购数量将在26组至40组之间。但至2000年底，可预见的中标授予程序被延迟。2001年3月24日，西班牙国家铁路的董事会一致决定，将定单进行拆分：除了委托塔尔高联盟生产的16组Talgo 350列车外，西门子也获得了生产16组Velaro列车的订单。16组Velaro E列车（被称为Velaro E1，即第一批次）和16组Talgo 350列车的生产合同总值为7.404亿欧元，其中3.38亿欧元被分摊至塔尔高/庞巴迪（此时已收购了Adtranz）联盟。
西门子计划，列车30%的生产工作量将在巴塞罗那附近的科尔内利亚德略夫雷加特进行，而20%则应交由西班牙国家铁路负责。其余的生产订单也力求在西班牙完成，因西门子已在招标的过程中承诺90%的列车会在西班牙生产。但由于西班牙方面在最初缺乏高速列车的生产能力，西门子还计划在科尔内利亚德略夫雷加特工厂生产牵引电动机和牵引逆变器。而西门子的西班牙区域公司也在竞标中击败阿尔斯通和CAF，获得了Valero列车的零部件生产权。
竞标获胜的融资方案也被具体化。除了不同的租赁选项，它们被认为还将参与马德里－巴塞罗那高速铁路的运营。16组列车的订购合同于2001年7月签署。在2002年10月于马德里举行的欧洲铁路速度会议期间，一个1:1比例的实物模型被展示出来。
2005年12月23日，西班牙国家铁路宣布，作为总值40亿欧元的采购计划的一部分，它们将额外订购10组Velaro列车（被称为Velaro E2）。后续订购的这10组列车与第一批次基本相同。这项订单的价值为4.3亿欧元，其中包括2.4亿欧元的列车费用和1.9亿欧元的逾14年维护费用。在此之前，西班牙国家铁路董事会已于2004年2月下旬及3月上旬签署了两项订购协议。总体而言，当局在这两个日期共订购了141组高速列车，其中包括额外30组Talgo 350列车和26组Talgo 250列车 。
根据2001年的原合同规定，列车的最后加工需要在西班牙的CAF和阿尔斯通工厂完成。但由于质量问题，零部件的生产被外判给了西门子设于乌丁根和布拉格的工厂。八节列车编组中只有两款车厢（C4及C5型）是在西班牙国家铁路的巴利亚多利德工厂进行了最后装配工序及静态调试。2004年10月，与CAF及阿尔斯通的合同被取消。
首列103型动车组是在2005年6月于西班牙国家铁路投入动态测试。同年夏天，前两列动车组被配属至马德里拉萨格拉车辆段。列车的正式出厂仪式是同年7月25日在西门子的乌丁根工厂举行。自2005年12月起，列车开始在马德里－塞维利亚高速铁路的拉萨格拉至雷阿尔城区间进行轨道实验。首次试运行则是在2006年8月完成。
在2006年的轨道交通技术展期间，一列Velaro E列车的一节端部车厢及两节中部车厢在柏林展出。
最后一组Velaro E1列车是在2006年11月移交客户，首列Velaro E2列车则是从2007年7月开始交付。首列动车组本应在2004年便完成交付。但由于交付延期，西门子已为此支付了1,290万欧元的违约金。随后，该公司同意根据一项补充协议进一步支付810万欧元，违约金最高上限则提升至4,800万欧元（合同总额的12%）。至2007年7月起，26列动车组中已有18列完成交付并可以投入服务。该合同还包括价值逾10亿欧元的14年维修及技术服务。
列车的维护工作将在完成，这是一家由制造商及西班牙国家铁路设于拉萨格拉及塞罗内格罗（Cerro Negro）车辆段共同组成的合资公司。至于另一家设于巴塞罗那坎图尼斯编组站、用于高速列车维护的车厂则在2008年底投入服务。在此之前，列车于巴塞罗那曾长期停放在巴塞罗那桑特斯车站的地下月台。

### 未来
为了开展前往法国的高速服务，本来进一步有8至20组的Velaro列车会被采购，但西班牙国家铁路最终取消了招标程序。原因是财务问题。作为替代方案，西班牙国家铁路已在2011年2月1日委托阿尔斯通对原有的10组100型动车组进行了相应的技术改造。

## 运用
103型动车组的首个定期运用是自2007年6月22日起在东北走廊高速铁路已完工的部分路段（马德里至塔拉戈纳区间）、以及既有的马德里－塞维利亚高速铁路中投入使用。在塔拉戈纳至巴塞罗那区间的线路竣工后，两个批次的103型动车组得以自2008年2月20日起在马德里至巴塞罗那之间（621公里）开行每小时一班的客运服务。运行全程需时2小时38分。自2007年12月起，列车也开始在已竣工的科尔多瓦－马拉加高速铁路上运营。在基建公司ADIF于2008年2月中旬进行的安全系统测试后，列车获得了350公里/小时的适航许可证。在投入客运服务之前，列车曾完成了约5万公里的试运行。
在投入运营的第一年，列车曾在行驶里程超过6万公里后发生过两次技术故障，并导致延误在10分钟以上。

## 技术装备

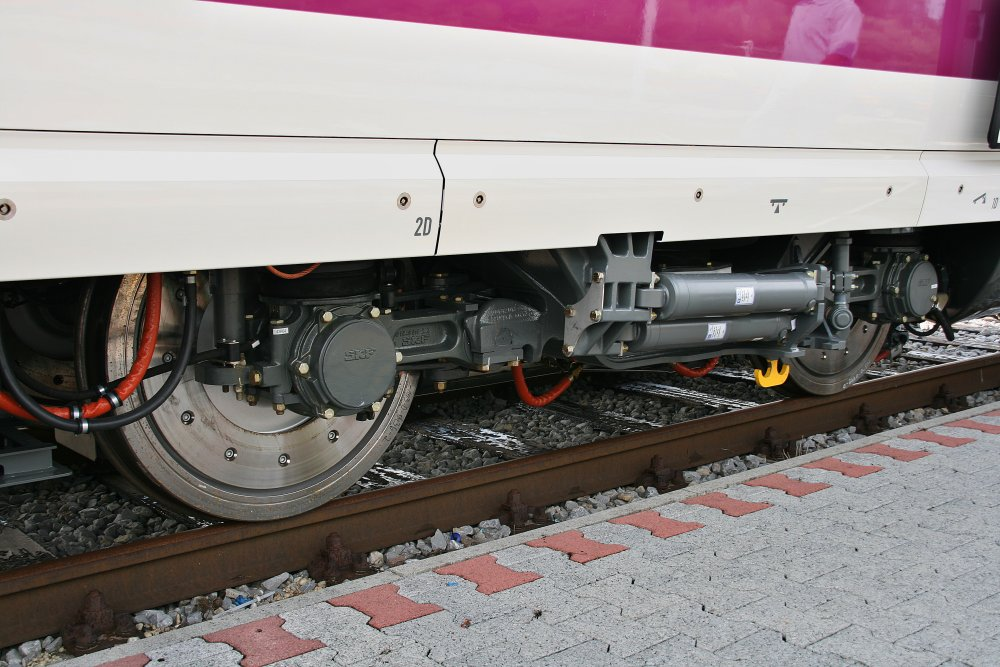
列车使用的SF 500 AVE型转向架在很大程度上与ICE-3列车相同

外观采用白色基调的Velaro E列车带有一条较窄的银色条纹，其下方则为较宽的紫色条纹。第一批次生产的列车还曾依照西班牙国家铁路旧的配色方案采用蓝色条纹。
所有的传动装置及辅助设备均与ICE-3列车一样被安装在底板下。为了满足马德里至巴塞罗那间的旅行时间需求，列车的牵引功率增加为8,800千瓦，最大运行速度也增加至350公里/小时。据西门子介绍，Velaro E因此成为欧洲运行速度最快的量产列车。其在350公里/小时状态下的外部声级约为95分贝。牵引电动机采用的是与ICE-3列车相同的类型，但为了实现350公里/小时的最高速度，其齿轮传动比已经过修改。
除了每个动轮配备3个制动闸瓦外，每副动力转向架的牵引电动机还可通过无磨损的再生制动获得反馈动能。此外，列车还有四节车厢补充安装了电阻制动。它们都被当作后备方案，无法将动能反馈至电网，并且原则上仅在紧急制动中使用。独立来自架空电缆的的电能可以实现7,200千瓦的制动功率。
为了适应西班牙的气候条件，尤其是从巴塞罗那炎热的地中海气候至海拔1200米的寒潮地区，列车作出了多项修改。因此列车必须根据规格在-20℃至+50℃之间正常工作，满牵引的工作能力也从45℃加强至80℃。空调系统的冷气设备也实现了大幅度的冗余，并可在外部温度达到40℃时将室内温度保持在25℃；每节车厢的制冷功率提升至37千瓦，制热功率则提升至27千瓦。制造商确保的可运作性高达50℃；同时火车司机及乘客的空气循环系统是完全分离的。在车载电路中针对空调进行的修改使其相较于ICE-3列车有了显著的变化。
此外，列车的消防概念也得到了显著的进一步开发：它在技术上采用冗余设计，即便是在完全火灾的情况下也应可以提供有限度的紧急运行。列车也符合欧盟的互操作性技术规范。
作为列车保护系统，103型动车组安装有欧洲列车控制系统级别2（用于马德里－巴塞罗那高速铁路）、LZB（用于马德里－塞维利亚高速铁路）和西班牙信号显示及自动制动系统（作为备用）。在通信方面，除了于马德里及巴塞罗那之间使用的GSM-R外，列车于前往塞维利亚的新造线路中还会使用相应的车载无线电装置。每个驾驶室设有5台显示器，其中包括控制自动列车保护装置的中央驾驶人机界面。

## 内饰

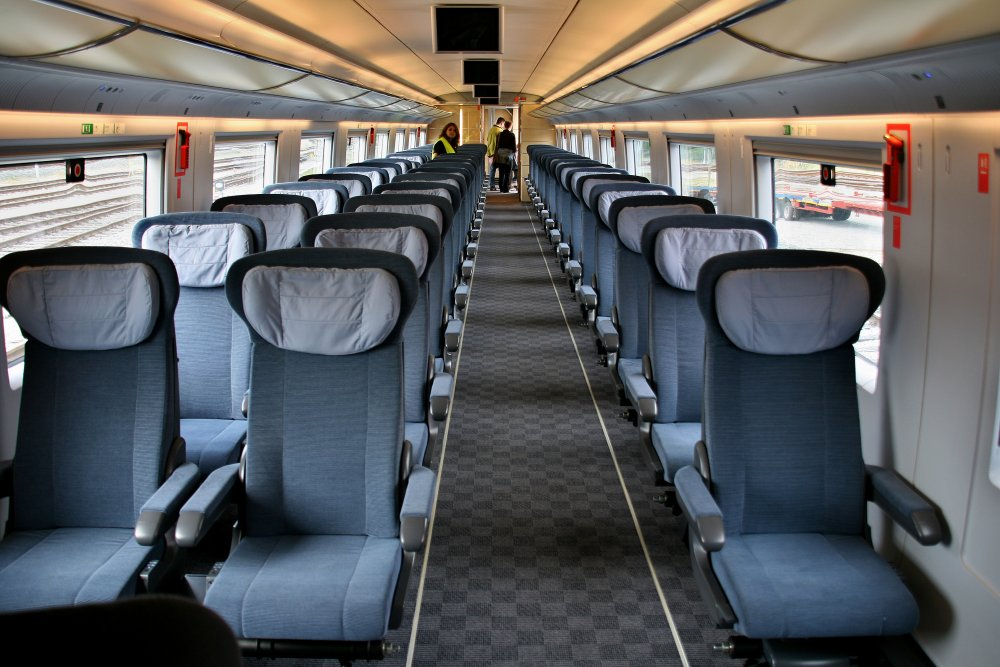
优选车厢内部

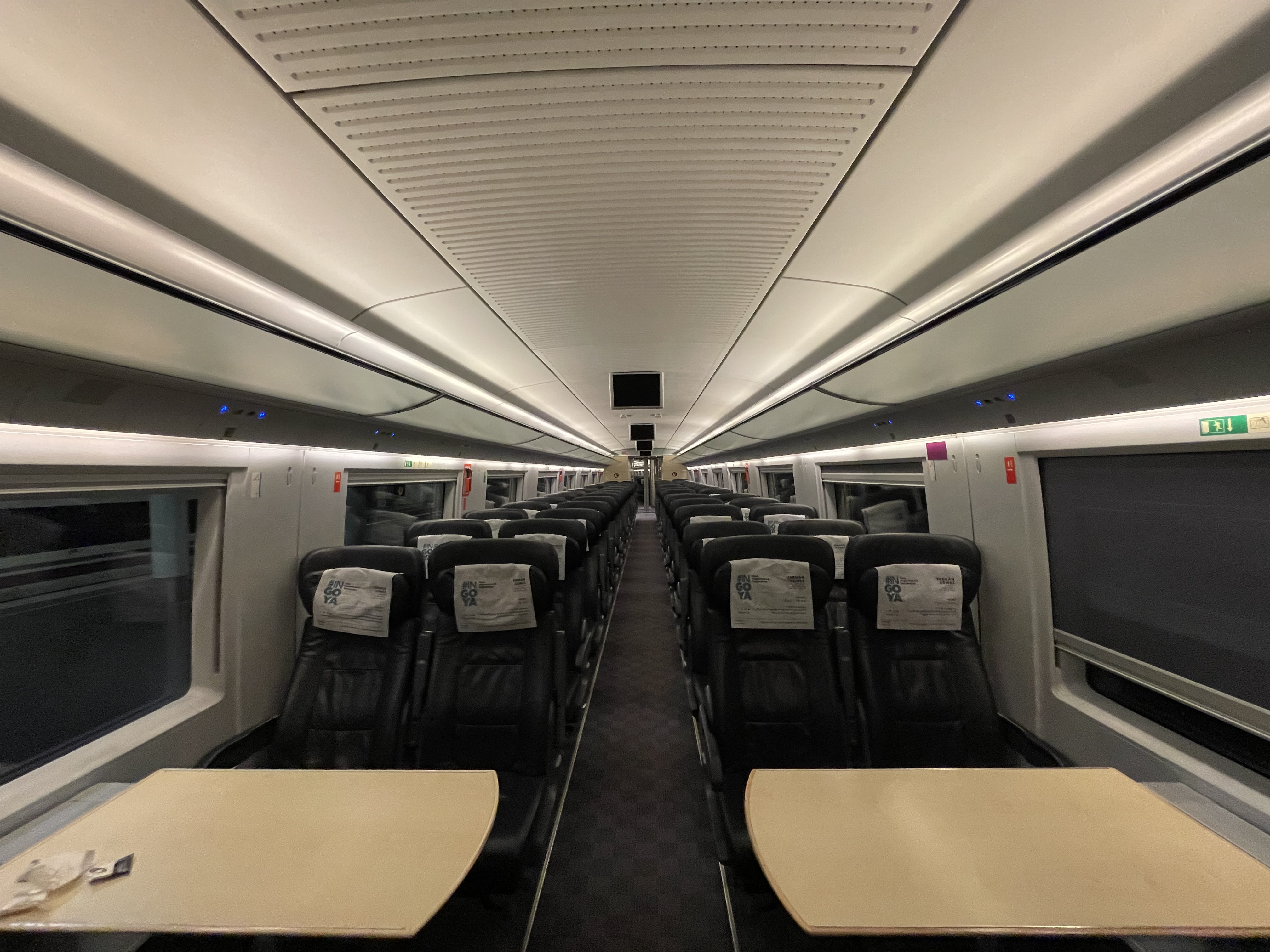
经济车厢内部

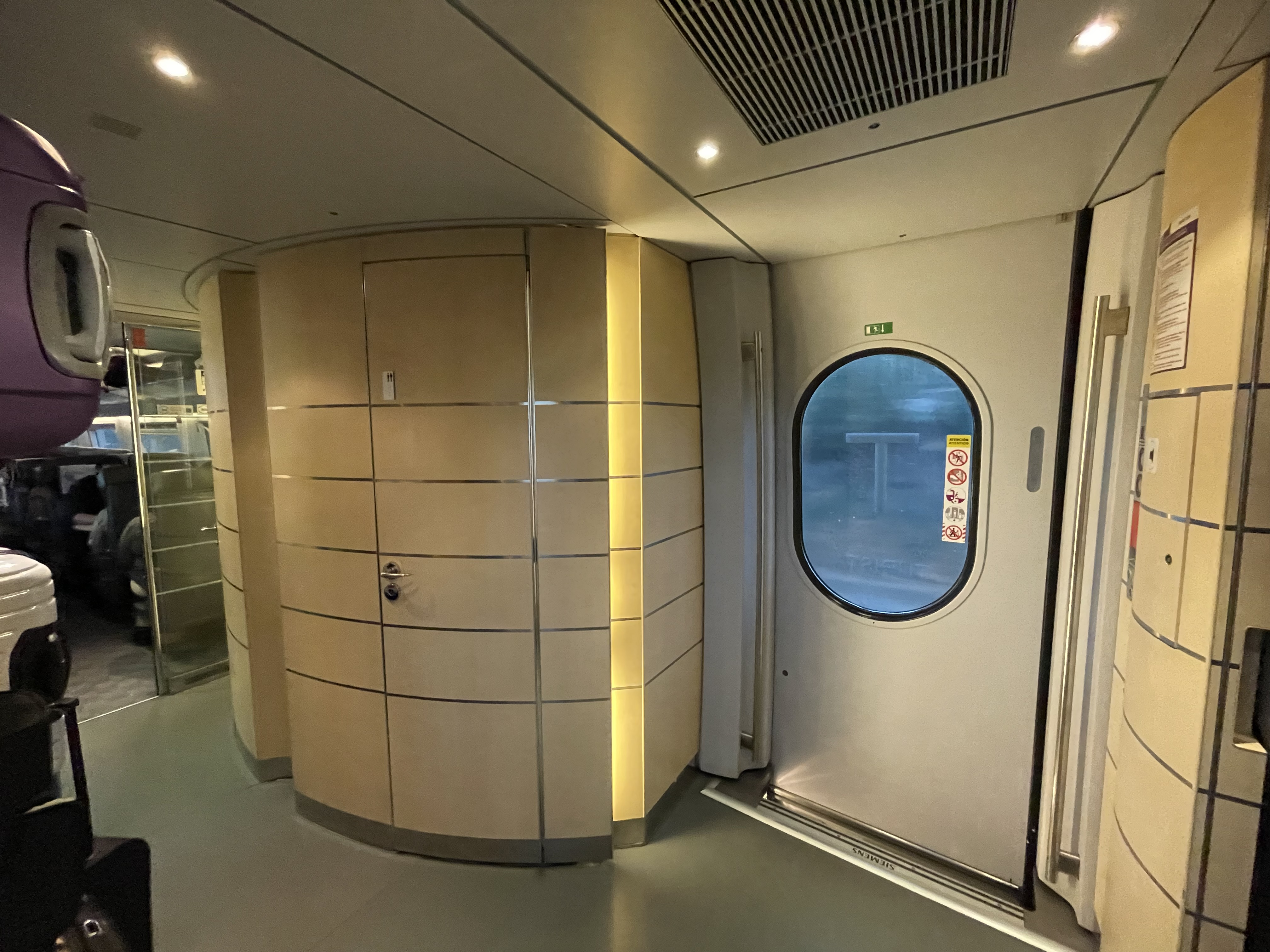
设有厕所（右）及行李架（左）的开放车厢前庭，以浅棕色的枫木面板装饰

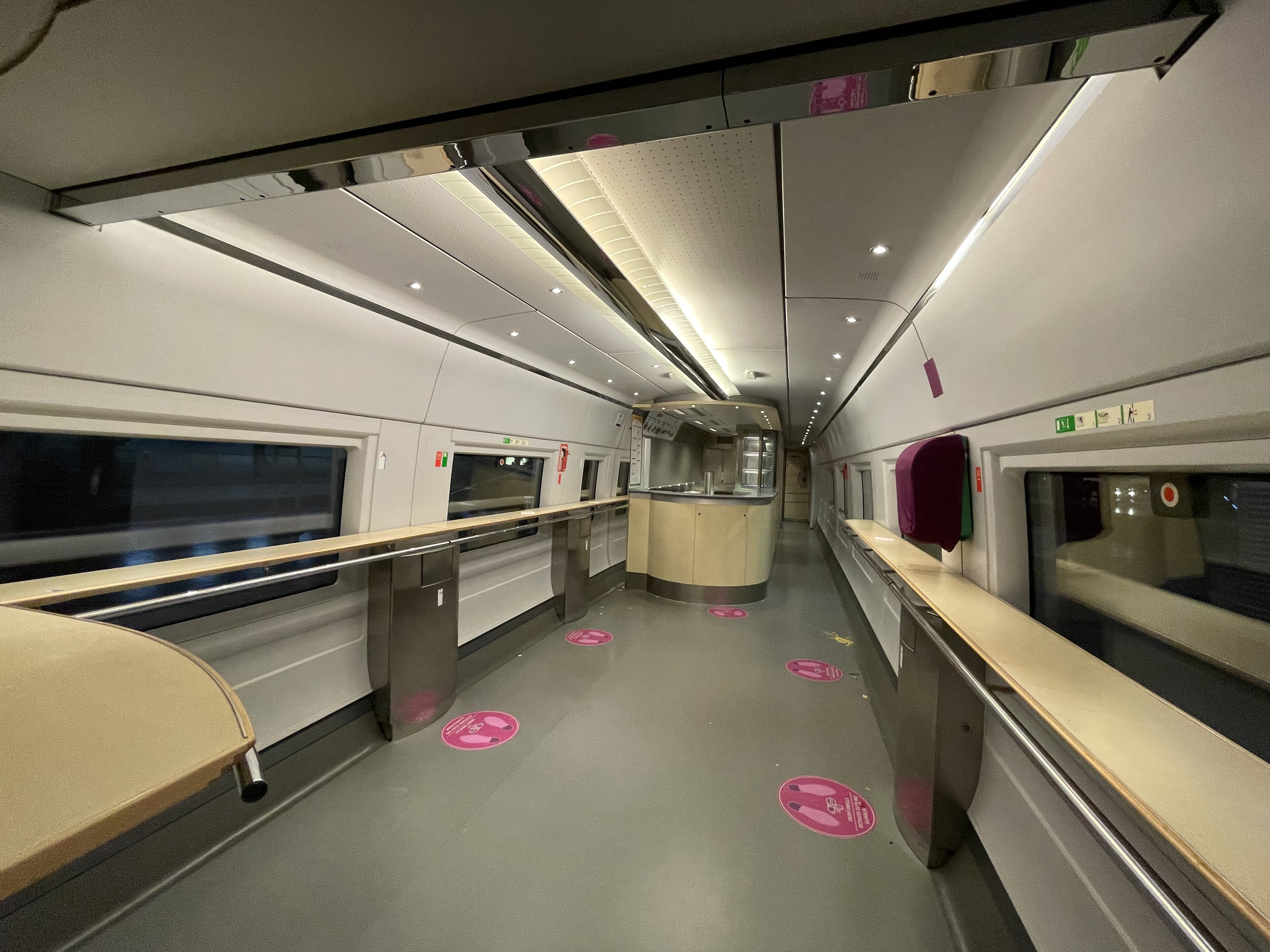
餐吧车内部

与ICE-3列车相比，103型动车组的内饰设计是完全不同的。因此，入口空间都以浅棕色的枫木面板装饰，并于水平延伸的镀铬装饰交叉。ICE-3列车则与此相反，在入口空间安装了行李架。
几乎所有的座椅都是可旋转设计，它们会在开车前由工作人员调整至列车的行驶方向。所有座椅均配备阅读灯、音频系统（4个收音频道及4个MP3频道）以及可垂直调节的头枕（带盖布），排座则还设有脚踏板及书报搁网。所有车厢都有一台15英寸的视频显示器，它们由车厢独立控制，并安装在天花板下方；电影可通过3台DVD播放器进行播放；旅客信息系统则可通过车厢端部的显示器进行触摸操作（觸控式螢幕）。相较于ICE列车，Velaro E列车并无设有垃圾分类系统。
103型动车组是开放车厢设计，除了两端端部车厢的休息室外，列车均不设隔间。所有单元被规划区分为混合的吸烟车厢和禁烟车厢，但在实际运营中则是全列禁烟。座位编号采用在航空运输中惯用的升序字母，相应的座椅被分别标识为字母A至D。由于所有座位都需要强制预订，因此座位上方不设订座信息牌。
在8节车厢中的404个座席被划分为三种车厢等级：
- 会所车厢（Clase Club），为最高等级的舱别，由一节端部车厢（C1型[10]）在驾驶室（德语：Führerstand）后方提供37个座席的开放空间或一个（单独销售的）会议室隔间。驾驶室及乘客空间以一扇玻璃幕墙相隔，它可通过电导控制切换为透明或非透明状态。车厢连接处的区域内有一间车载厨房（德语：Galley）。中央通道的两侧为双人座及单人座（2+1布局）。座椅均由黑色皮革包裹，并可进行座位深度调节；排座的间距为1,000毫米，台座的的间距为1,980毫米；每个双人座的座宽则为1,320毫米。排座的头枕及可折叠桌板均显著大于ICE-3列车的一等车厢。每个座位还提供电源插座，台座还有一盏额外的台灯、车厢连接处也还有檫鞋机服务。此外，列车的服务员将仅对该车厢提供服务[26]。

- 优选车厢（Clase Preferente）类似于德国铁路的ICE一等车厢。两节车厢（C2及C3型[10]）共提供103个2+1布局的座席，其中排座间距为980毫米，台座为1,980毫米；每个双人座的宽度则为1,320毫米。座椅均由蓝黑色的织物包裹，且座位深度不可调节。每个双人座提供两个电源插座[26]。

- 经济车厢（Clase Turista）共有四节（C5至C8型[10]），它们类似于德国铁路的二等车厢，共提供242个2+2（休息室为2+1）布局的座席，其中排座间距为920毫米，台座为1,900毫米；每个双人座的宽度则为1,075毫米。座椅均由绿松色的织物包裹，且座位深度不可调节。端部车厢除了休息室（设于驾驶室后方）外还设有一个工作人员厨房[26]。

在优选车厢及经济车厢之间还有一节服务车厢（C4型），其内设有列车长办公席、自助餐厅、吧台、手推车及行李储存空间、加热及冷冻设备、咖啡机、啤酒龙头设备、及玻璃冷藏柜。该车厢还有一个行李分发舱门。
4个车载厨房的设备不尽相同，并且基于相应的车厢等级提供从饮料配送（经济车厢）至送餐到座（会所车厢）服务。例如经济车厢的厨房仅设有一个冷藏设备，而在会所厨房仍还设有咖啡机、加热器以及一台洗碗机。自助餐厅的厨房则包含有大部分的设备。为了加强手推车的运用，车厢连接处都被铺平。
相较于ICE-3列车，103型动车组在除餐车外的每节车厢均设有厕所。除了手纸机外，厕所内还安装了干手机。
2008年11月6日，Velaro E列车凭借其内饰设计获得了“2008年铁路内饰创新优秀奖（Railway Interiors Innovation and Excellence Award 2008）”，因此成为了同系列产品的年度最佳设计。2008年11月10日至11日，在国际项目管理协会于罗马举行的国际会议期间，Velaro E2项目还获得了“工程卓越奖（Project Excellence）”。

## 最高纪录运行
2006年7月16日，一组Velaro E列车在马德里－巴塞罗那高速铁路的瓜达拉哈拉至萨拉戈萨区间达到了403.7公里/小时的最高速度。因此它在没有耗尽其全部动力储备的情况下成为了全球速度最快的量产列车，因为这不是一个特定的原型机，而是在未经过改造的条件下达到这一速度。据西门子介绍，列车速度仍有超过420公里/小时的预留空间。